# Biserica reformată din Rapoltu Mare

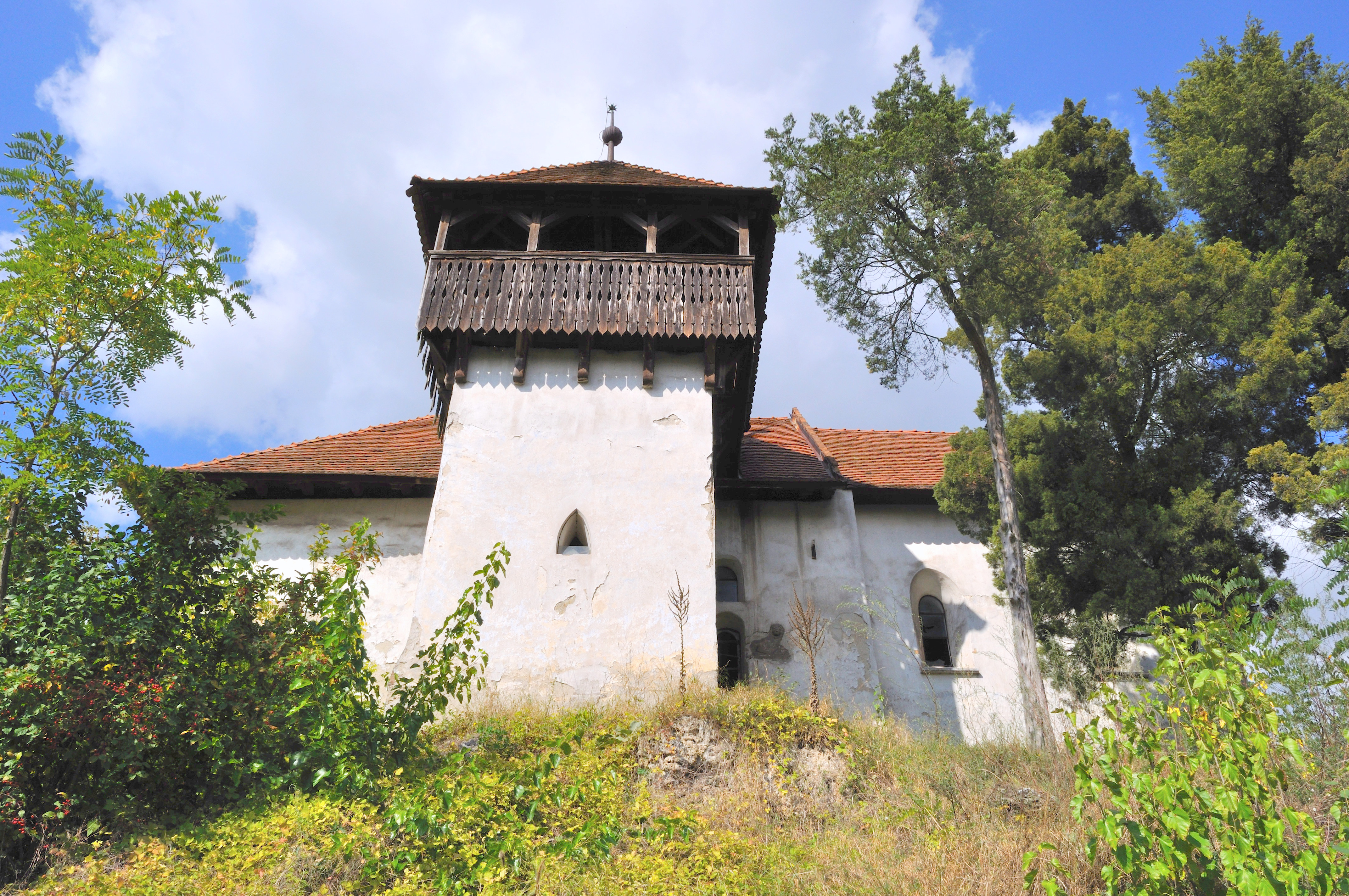
Biserica reformată din Rapoltu Mare, județul Hunedoara, foto: septembrie 2010.

Biserica reformată din Rapoltu Mare a fost construită în sec.XIV. Este monument istoric, cod LMI HD-II-m-A-03421.

## Localitatea
Rapoltu Mare, mai demult Rapolt (în {maghiară Nagyrápolt, Magyarrápolt, Rápolt) este satul de reședință al comunei cu același nume din județul Hunedoara, Transilvania, România. A fost menționat pentru prima oară în 1346, cu denumirea Rápolt.

## Istoric și trăsături
Prima atestare documentară a bisericii din Rapoltu Mare, Hunedoara datează din anul 1497.

## Imagini din exterior

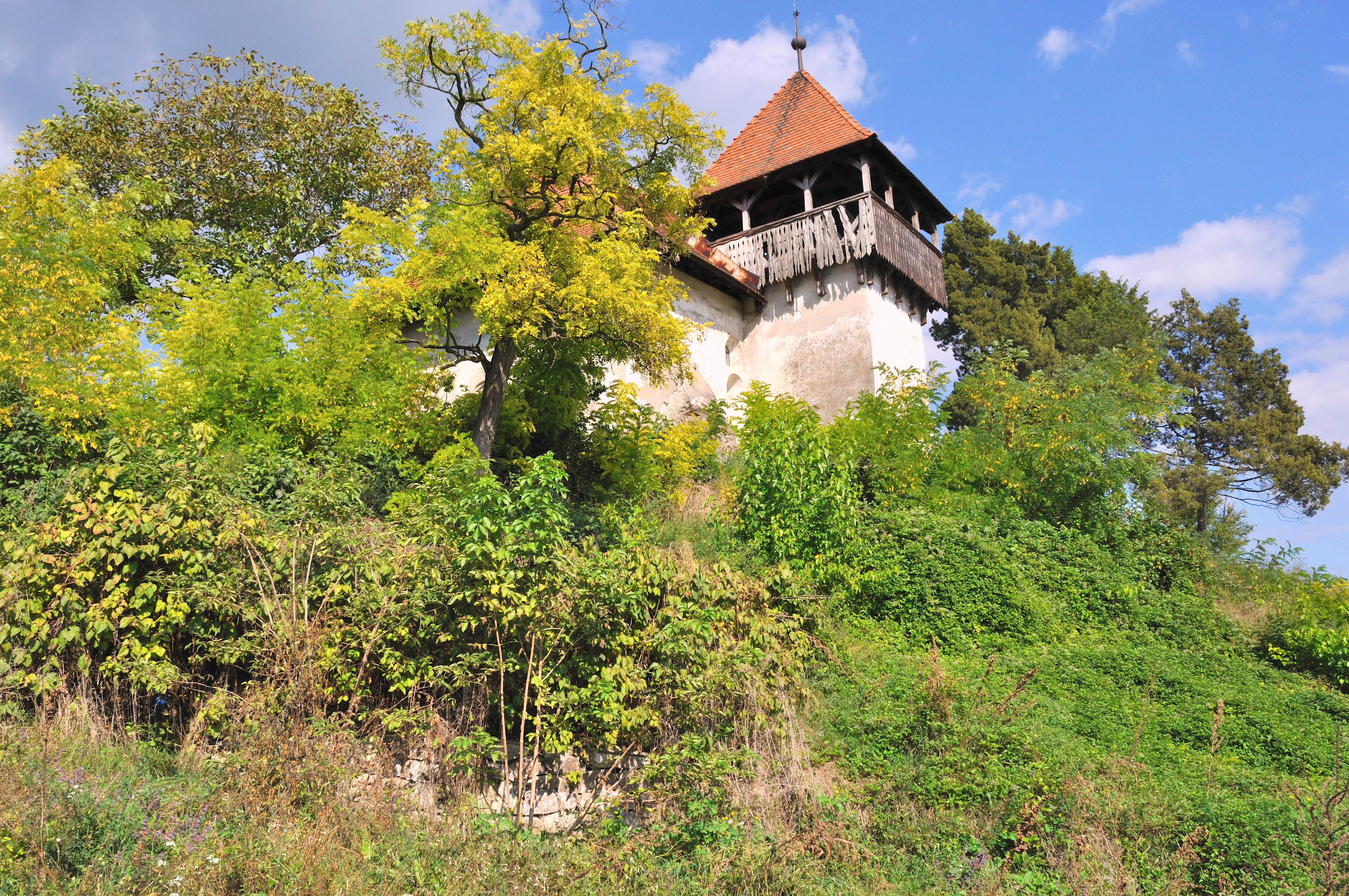
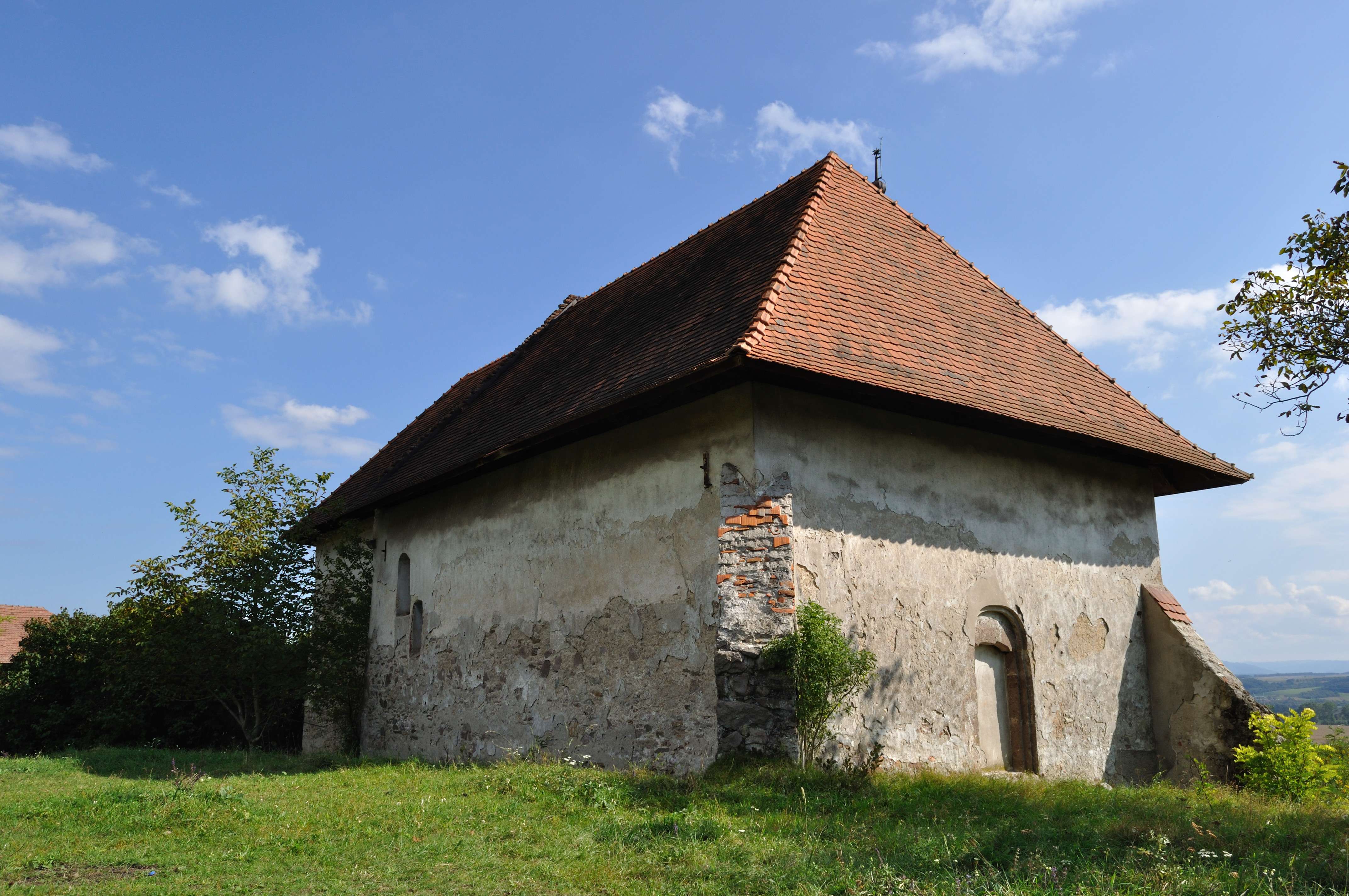
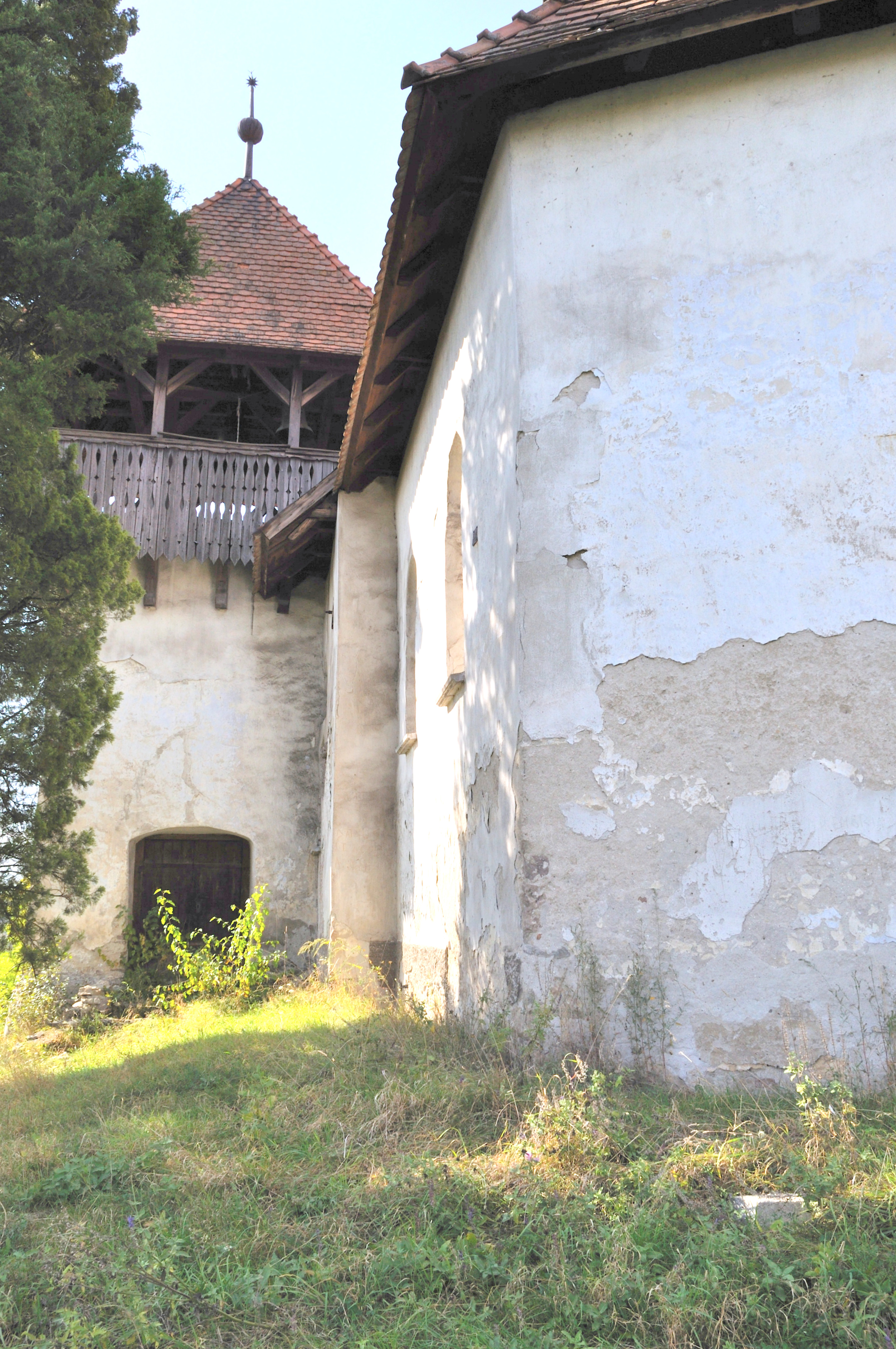
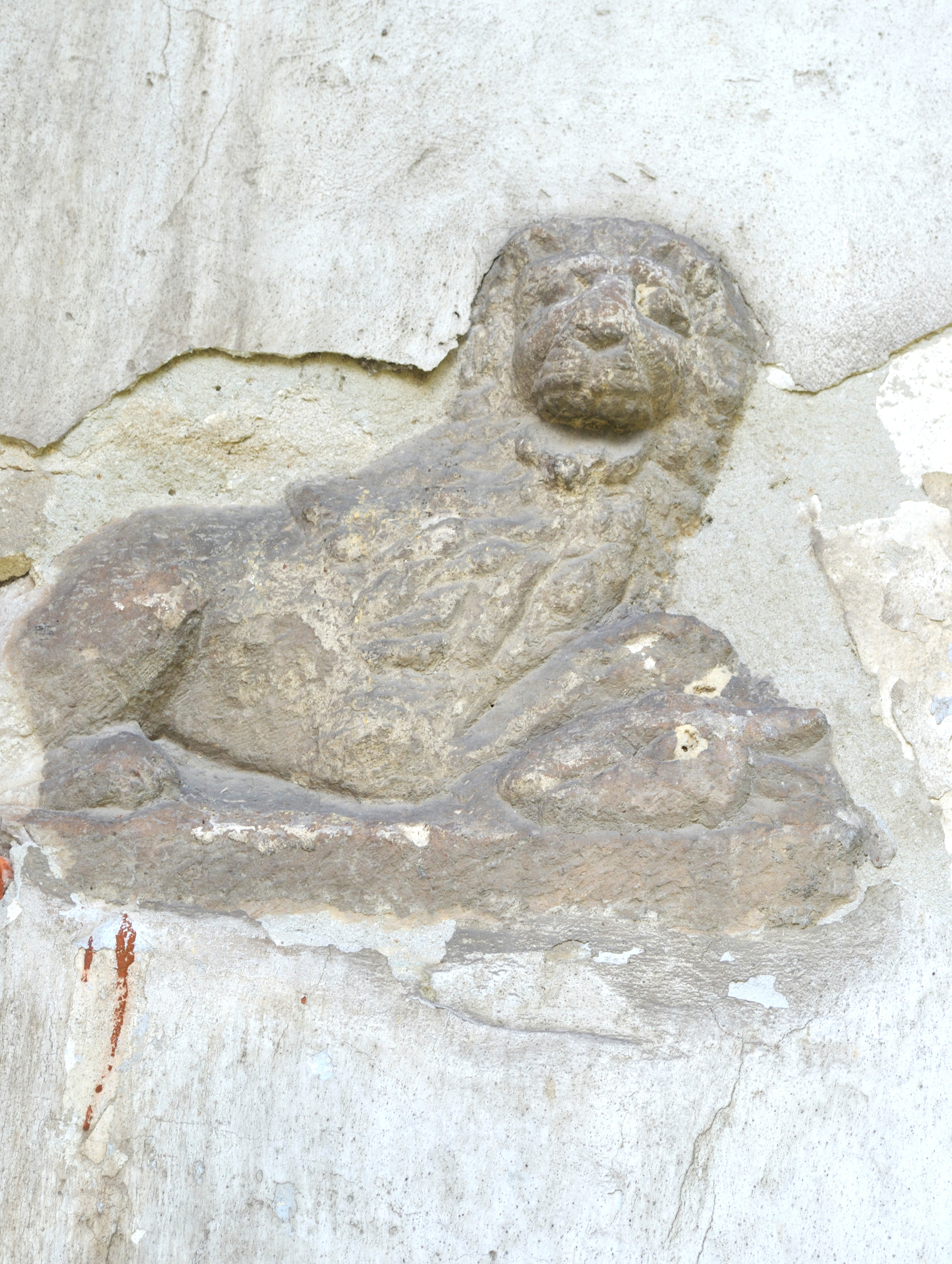